# Оливер, Майкл (футбольный судья)
Майкл О́ливер (англ. Michael Oliver; родился 20 февраля 1985, Ашингтон, Нортамберленд) — английский футбольный судья, обслуживающий матчи Премьер-лиги, а также английские национальные кубковые турниры. Начал судить матчи Премьер-лиги в 2010 году, став самым молодым судьёй в истории этого турнира (побив рекорд Стюарта Аттуэлла, установленный в 2008 году).

## Судейская карьера
Оливер начал судить матчи с 14-летнего возраста по рекомендации своего отца, Клайва, который работал футбольным арбитром. В 2007 году был включён в национальный список арбитров и был главным арбитром на финале плей-офф Национальной конференции, который прошёл на стадионе «Уэмбли». Впоследствии установил ряд рекордов, став самым молодым лайнсменом в Футбольной лиге, самым молодым главным арбитром в Футбольной лиге и самым молодым четвёртым арбитром в Премьер-лиге.
В августе 2010 года Майкл Оливер был включён в «Избранную группу судей». 21 августа 2010 года он отсудил свой первый матч в Премьер-лиге между «Бирмингем Сити» и «Блэкберн Роверс» в возрасте 25 лет и 182 дней, побив рекорд Стюарта Аттуэлла, который до этого момента был самым молодым судьёй матча Премьер-лиги.
В мае 2022 года ФИФА назначила его одним из 36 главных судей чемпионата мира по футболу 2022 года в Катаре.
В апреле 2024 года был отобран одним из главных арбитров в числе 19 судейских бригад для обслуживания матчей Чемпионата Европы по футболу, который прошёл в июне-июле 2024 года в Германии.

## Статистика
| Сезон   | Матчи | Всего | за игру | Всего | за игру |
| ------- | ----- | ----- | ------- | ----- | ------- |
| 2006/07 | 12    | 26    | 2,17    | 3     | 0,25    |
| 2007/08 | 29    | 73    | 2,52    | 6     | 0,21    |
| 2008/09 | 41    | 101   | 2,46    | 5     | 0,12    |
| 2009/10 | 27    | 74    | 2,74    | 7     | 0,26    |
| 2010/11 | 29    | 83    | 2,86    | 6     | 0,21    |
| 2011/12 | 36    | 94    | 2,61    | 4     | 0,1     |
| 2012/13 | 39    | 105   | 2,69    | 1     | 0,03    |
| 2013/14 | 40    | 141   | 3,53    | 4     | 0,10    |
| 2014/15 | 39    | 137   | 3,51    | 6     | 0,15    |
| 2015/16 | 36    | 131   | 3,64    | 9     | 0,25    |
| 2016/17 | 44    | 138   | 3,14    | 5     | 0,11    |
| 2017/18 | 43    | 151   | 3,51    | 7     | 0,16    |
| 2018/19 | 45    | 152   | 3,38    | 8     | 0,18    |

Источник: Soccerbase

### Чемпионат мира 2022
| Стадия         | Дата           | Место                          | Команда 1         | Команда 2  | Результат                        | Предупреждён | Red card | Пенальти |
| -------------- | -------------- | ------------------------------ | ----------------- | ---------- | -------------------------------- | ------------ | -------- | -------- |
| Групповой этап | 27 ноября 2022 | «Ахмед бин Али», Эр-Райян      | Япония            | Коста-Рика | 0:1 (0:0)                        | 3 — 3        | 0 — 0    | 0 — 0    |
| Групповой этап | 30 ноября 2022 | «Национальный стадион», Лусаил | Саудовская Аравия | Мексика    | 1:2 (0:0)                        | 6 — 1        | 0 — 0    | 0 — 0    |
| 1/4 финала     | 9 декабря 2022 | «Эдьюкейшн сити», Эр-Райян     | Хорватия          | Бразилия   | 1:1 (0:0, 0:0, д.в.1:1, пен.4:2) | 2 — 3        | 0 — 0    | 0 — 0    |

### Евро-2024
| Стадия         | Дата         | Город       | Стадион               | Команда 1  | Результат              | Команда 2 | Предупреждён | Red card | Пенальти |
| -------------- | ------------ | ----------- | --------------------- | ---------- | ---------------------- | --------- | ------------ | -------- | -------- |
| Групповой этап | 15 июня 2024 | Берлин      | «Олимпийский стадион» | Испания    | 3:0 (3:0)              | Хорватия  | 1 — 0        | 0 — 0    | 0 —      |
| Групповой этап | 21 июня 2024 | Дюссельдорф | «Меркур Шпиль-Арена»  | Словакия   | 1:2 (1:0)              | Украина   | 0 — 1        | 0 — 0    | 0 — 0    |
| 1/8 финала     | 29 июня 2024 | Дортмунд    | «Сигнал Идуна Парк»   | Германия   | 2:0 (0:0)              | Дания     | 1 — 3        | 0 — 0    | — 0      |
| 1/4 финала     | 5 июля 2024  | Гамбург     | «Фолькспаркштадион»   | Португалия | 0:0 (0:0, 0:0) пен.3:5 | Франция   | 1 — 1        | 0 — 0    | 0 — 0    |